# …ing
"...ing"는 2003년에 개봉한 대한민국의 영화다. 불치병으로 시한부 인생이 된 민아(임수정)와 영재(김래원)의 사랑을 다루고 있다.

## 줄거리
민아(임수정)는 만성 질환과 기형적인 손으로 인해 세상에 대해 소극적이고 냉담해진 젊은 여성이다. 영화는 민아와 그녀의 어머니 미숙(이미숙) 사이의 파격적이지만 애정 어린 관계, 그리고 아파트 단지에 이사 온 활기차고 자유분방한 사진작가 영재(김래원)와 친구가 되면서 성장하는 민아의 모습을 잔잔하게 그린다.

## 캐스팅
- 임수정 - 민아 역
- 김래원 - 영재 역
- 이미숙 - 미숙 역
- 최덕문 - 기수 역
- 이성경 - 김 간호사 역
- 김지영 - 아줌마 역
- 윤찬 - 경수 역
- 이유정 - 진영 역
- 김인문 - 경비 역
- 설휘 - 국사 선생님 역
- 전상진 - 옆자리 선생님 역
- 박소연 - 서점 직원 역
- 박찬국 - 다크룸 주인 역
- 배창수 - 담임 선생님 역 (우정출연)
- 박준석 - 영재 친구 1 역 (특별출연)
- 장희수 - 윤정 역 (특별출연)

## 사운드 트랙
| #   | 제목              | 가수         | 재생 시간 |
| --- | ----------------- | ------------ | --------- |
| 1.  | 〈그녀에게〉      | 휘루         | 4:05      |
| 2.  | 〈첫사랑〉        | 블루 인 그린 | 0:44      |
| 3.  | 〈그녀입니다〉    | 이병훈       | 3:54      |
| 4.  | 〈68ing〉         | 블루 인 그린 | 2:37      |
| 5.  | 〈Beautiful One〉 | Junoo        | 4:21      |
| 6.  | 〈Tres Quarto〉   | 블루 인 그린 | 1:41      |
| 7.  | 〈기다림〉        | 이승열       | 3:36      |
| 8.  | 〈구름우산〉      | 블루 인 그린 | 0:28      |
| 9.  | 〈Sunflower〉     | 이지선       | 4:03      |
| 10. | 〈선물〉          | 블루 인 그린 | 0:54      |
| 11. | 〈Bird〉          | 블루 인 그린 | 3:26      |
| 12. | 〈잘있어요...?〉  | 블루 인 그린 | 2:43      |
| 13. | 〈버스〉          | 블루 인 그린 | 2:21      |
| 14. | 〈기다림〉        | 길은경       | 3:44      |

## 리메이크
2012년 안젤라베이비, 자오유팅 주연의 중국 영화 제일차로 리메이크되었다.

## 같이 보기
- 한국 영화